# The War Report 2: Report the War
Albums de Capone-N-Noreaga
Channel 10
(2009) Lessons
(2015)
Singles
1. Hood Pride
Sortie : 8 juin 2010

The War Report 2: Report the War est le quatrième album studio de Capone-N-Noreaga, sorti le 13 juillet 2010.
Cet album est une suite à leur premier opus, The War Report. Il s'est classé 10e au Top Independent Albums,  19e au Top R&B/Hip-Hop Albums et 12e au Top Rap Albums.

## Liste des titres
| No  | Titre                                               | Contient un (des) sample(s) de    | Durée |
| --- | --------------------------------------------------- | --------------------------------- | ----- |
| 1.  | Pain                                                | Glass Tubes de Brian Bennett      | 5:01  |
| 2.  | Bodega Stories (featuring The LOX)                  |                                   | 4:12  |
| 3.  | Dutches vs. Phillies vs. Bamboo (featuring Raekwon) |                                   | 4:50  |
| 4.  | My Attribute                                        |                                   | 3:55  |
| 5.  | Favor for a Favor                                   |                                   | 3:14  |
| 6.  | Hood Pride (featuring Faith Evans)                  |                                   | 3:51  |
| 7.  | The Reserves (featuring Raekwon)                    | California Dreaming de Baby Huey  | 2:53  |
| 8.  | With Me (featuring Nas)                             |                                   | 5:09  |
| 9.  | Live On, Live Long Part II                          |                                   | 3:05  |
| 10. | The Oath (featuring Raekwon et Busta Rhymes))       |                                   | 5:13  |
| 11. | Brother from Another                                |                                   | 4:21  |
| 12. | Thug Planet (featuring Imam T.H.U.G. et Musaliny)   | Trans-Europe Express de Kraftwerk | 4:22  |
| 13. | Scarface                                            | Mool Mang Cho de Cho Yong-pil     | 2:43  |
| 14. | The Corner (featuring Avery Storm)                  |                                   | 3:16  |
| 15. | Obituary                                            |                                   | 6:14  |